# Museum für Vor- und Frühgeschichte (Balve)

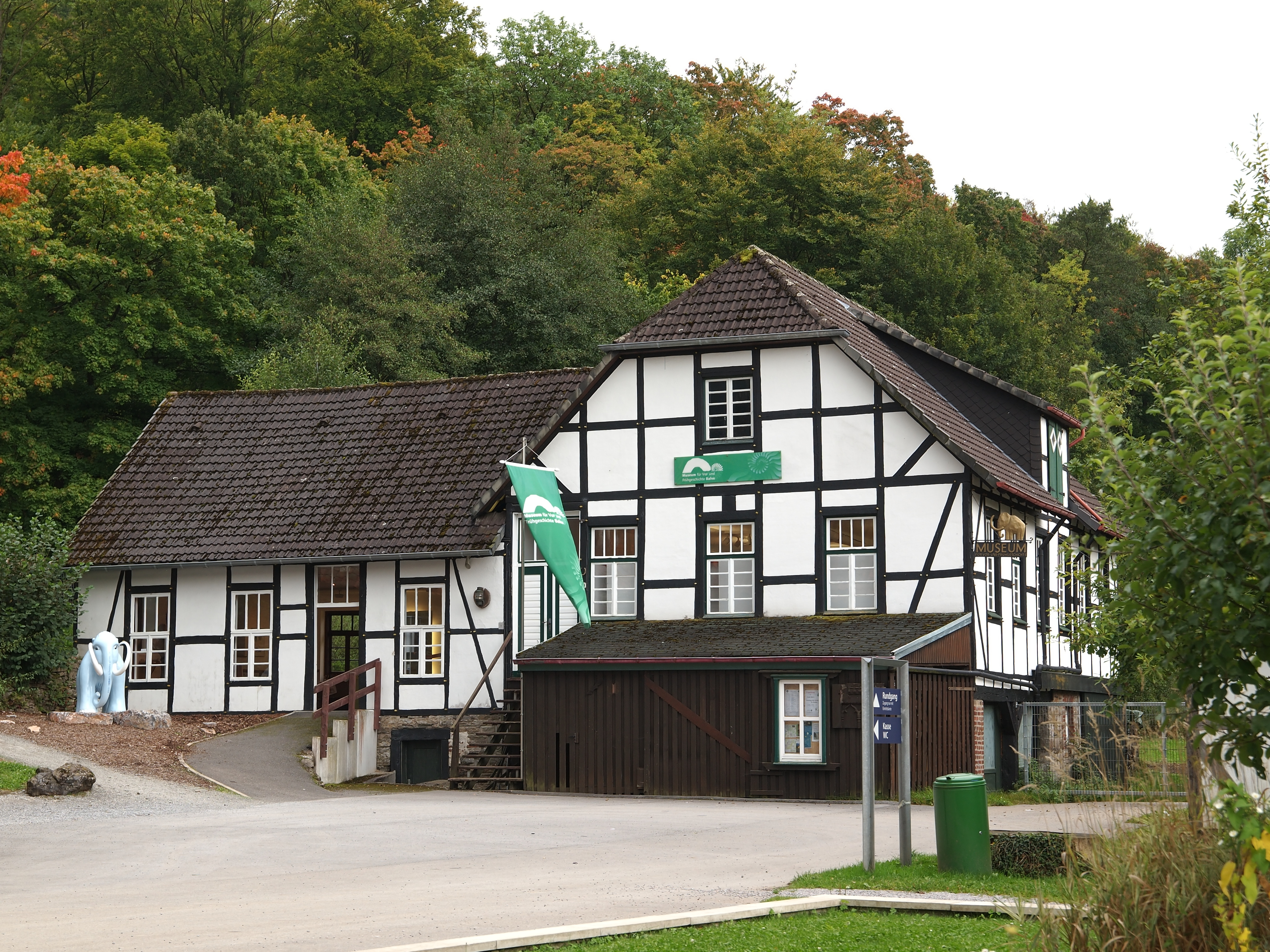
Museum für Vor- und Frühgeschichte

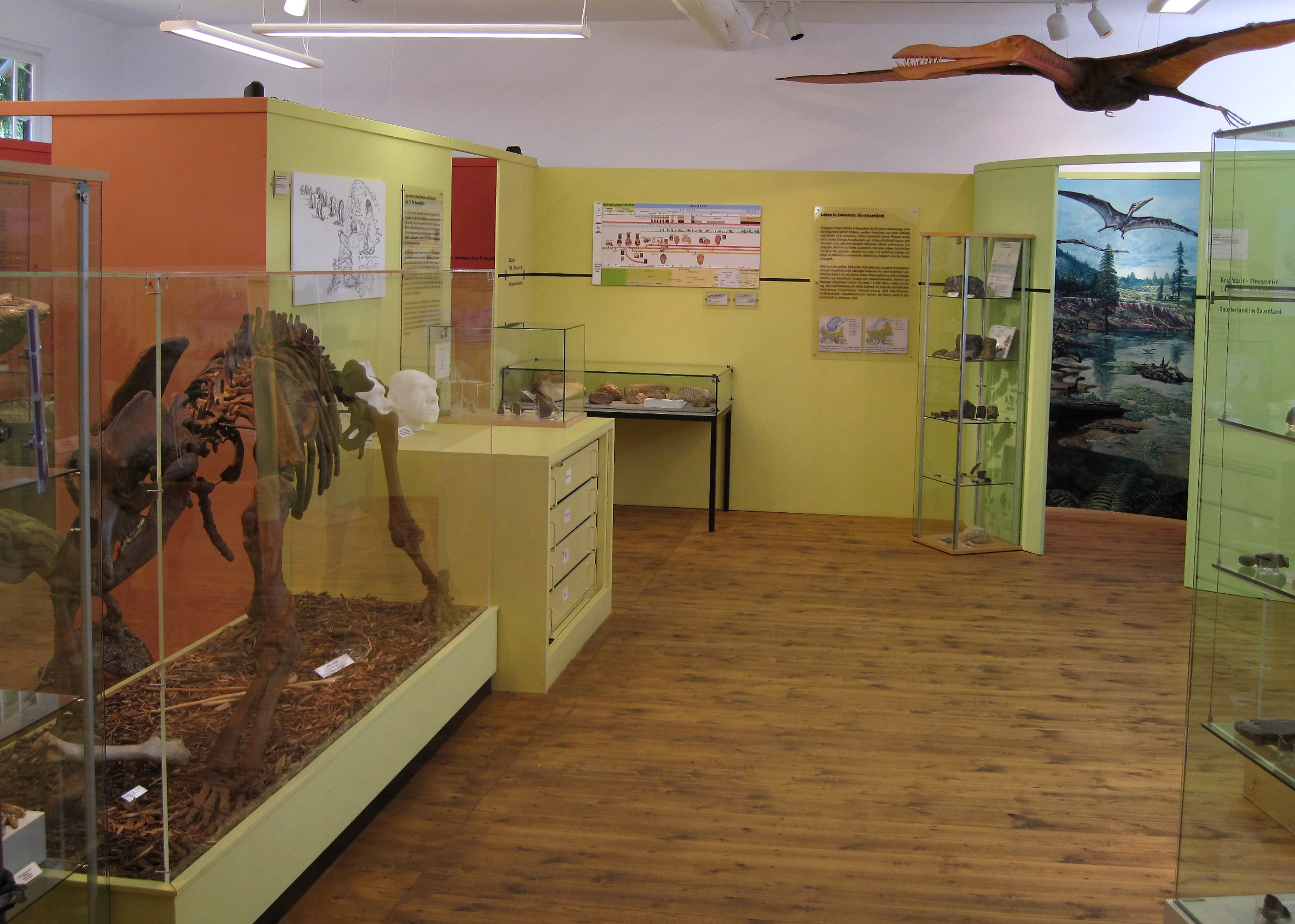
Ausstellungsraum

Das Museum für Vor- und Frühgeschichte ist ein archäologisches Museum in der sauerländischen Stadt Balve im Märkischen Kreis. 
Es wurde nach umfangreichen Umbaumaßnahmen im Mai 2006 auf dem Gelände der Luisenhütte Wocklum im ehemaligen Wocklumer Stabhammer eröffnet.
Sein Schwerpunkt liegt auf der Darstellung der Natur- und Menschheitsgeschichte des Hönnetals vom Devonzeitalter bis ins Mittelalter. Zu den ausgestellten archäologischen Fundstücken gehören unter anderem eiszeitliche Tierfossilien, wie Knochen oder Zähne des Mammuts, des Höhlenbären, der Höhlenhyäne und des Wollnashorns. Ausgestellt werden auch steinzeitliche Werkzeuge und Waffen aus den Höhlen des Hönnetals. Ein Teil des Fundmaterials stammt aus dem früheren Heimatmuseum Balve, das von 1927 bis 1953 im alten Rathaus betrieben worden war.
Träger des Museums ist die Stadt Balve. 